# Aeroportul Internațional Faisalabad
Aeroportul Internațional Faisalabad (IATA: LYP, ICAO: OPFA) este un aeroport din Punjab, Pakistan ce deservește zona Faisalabad. A fost numit după zona deservită.
Situat la o altitudine de 185 m, aeroportul dispune de o singură pistă. Este operat de Pakistan Civil Aviation Authority⁠(d).